# Val-d'Auzon

Val-d'Auzon este o comună în departamentul Aube din nord-estul Franței. În 1 ianuarie 2022 avea o populație de 364 de locuitori.